# 類聚三代格
類聚三代格（るいじゅうさんだいきゃく）は、平安時代に編纂された法令集。編者は不明。

## 概説
三代格（弘仁格、貞観格、延喜格）を内容別に「神社事」・「国分寺事」・「庸調事」などと類聚（ジャンル分け）してまとめたもので、先行の格に収録されているものは再録していない。成立時期は『日本大百科全書』によれば長保4年（1002年）と寛治3年（1089年）の間とされる。三代格では官司別にまとめており、法典として利用するとき不便である上、平安時代中期に有職故実化の傾向があったため、典例整備事業の一環として成立したとされる。
完本が現存せず、不完全な写本が伝わっているのみである。元となる弘仁格、貞観格、延喜格はそれぞれ10巻、12巻、12巻構成であり、『類聚三代格』は15巻もしくは17巻が現存するとされる。『類聚三代格』の写本は12巻本と20巻本が現存し、『本朝書籍目録』では全30巻としているものの、完本の巻数は20巻、30巻など諸説ありで、『ブリタニカ国際大百科事典 小項目事典』では全30巻の根拠が薄いとしている。また、現存する12巻本と20巻本の写本を合わせても欠落がある。
三代の格は弘仁格の目録を除いては現存しておらず、格の原文が含まれる『類聚三代格』は、当時の古代法制の実態を知るために貴重な史料である。

## 12巻本系統の構成
- 第一巻 - 神社に関する祭幣・託宣・神主・祓い
- 第二巻 - 造仏・法会・僧職任命
- 第三巻 - 国分寺・僧の位階・僧の禁忌・地方の講師
- 第四巻 - 中央官司の廃置・定員
- 第五巻 - 諸国官僚の廃置・位階
- 第六巻 - 官僚の給与体系
- 第七巻 - 公卿の意見、地方役人の取り締まり
- 第八巻 - 農業奨励・租税・金銭貸借
- 第九巻 - 班田・公営田・墾田・山川藪沢
- 第十巻 - 天皇・宮中の食膳・恩赦・文書・印
- 第十一巻 - 軍隊・徴兵・相撲・駅・材木
- 第十二巻 - 各種の禁令・刑罰

## 20巻本系統の構成
- 第一巻 - 序亊、神社事、神封物幷租地子事、祭幷幣事、神叙位幷託宣亊、齋王亊、科祓事
- 第二巻 佛事上- 造佛々名亊、經論幷法會請僧亊、修法灌頂事、年分度者事
- 第三巻 佛事下 - 國分寺亊、定額寺亊、僧綱員位階幷僧位階亊、諸国講讀師亊、僧尼禁忌亊
- 第四巻 - 癈置諸司亊、加減諸司官員幷癈置事雜任
- 第五巻 - 分置諸國事、加減諸國官員幷癈置事雜任附出、定官員幷官位亊、定内外五位等級亊、交替幷解由亊
- 第六巻 - 位祿季祿時服馬䉼亊、要劇月䉼亊、公廨亊、事力幷交替丁亊、公粮亊、賻物亊
- 第七巻 - 公卿意見亊、牧宰亊、郡司亊
- 第八巻 - 農桑[6]亊、調庸亊、封戸亊、不動動用亊
- 第九巻 -
- 第十巻 - 釋尊亊、國忌亊、供御亊
- 第十一巻 -
- 第十二巻 - 諸使幷公文亊、隠首括出浪人亊、正倉官倉亊
- 第十三巻 -
- 第十四巻 - 出舉亊、借貸亊、雜米亊、義倉亊、塡納亊、鑄銭亊
- 第十五巻 - 挍班田亊、損田幷租地子亊、易田幷公營田亊、墾田幷佃亊、寺田亊、諸司田亊、軄田位田公廨田亊
- 第十六巻 - 閑癈地亊、道槁亊、船瀬幷浮槁布施屋亊、山野薮澤江河池沼亊、堤堰溝渠亊
- 第十七巻 - 國諱追號幷改姓名亊、蠲免[7]亊、赦除[8]亊、募賞亊、文書幷印亊
- 第十八巻 - 軍毅兵士鎭兵亊、統領選士衛卒衛士仕丁亊、健兒亊、器仗[9]亊、關幷烽候[10]亊、夷俘幷外蕃人亊、相撲亊、國飼幷牧馬牛亊、駅傳亊、材木亊
- 第十九巻 - 禁制亊
- 第二十巻 - 断罪贖銅亊